# زنده‌به‌گور (داستان کوتاه)
زنده‌به‌گور داستان کوتاهی است از مجموعه‌ای به همین نام به قلم صادق هدایت که در ۱۱ اسفند ۱۳۰۸ در پاریس نگاشته شد.
هدایت در این اثر حالات روحی یک بیمار روان‌گسیخته را به تصویر می‌کشد. جوانی سرخورده، وازده و بیچاره که از جامعهٔ انسانی بدور است و بیزار از ادامهٔ زندگی که شرح حال خویش را می‌نویسد. بسیاری این اثر را پاره‌ای از زندگی خود هدایت می‌دانند. این اثر به چندین زبان زنده دنیا از جمله فرانسه و انگلیسی و کره‌ای و… ترجمه شده‌است.

## بند اول داستان
نفسم پس می‌رود، از چشم‌هایم اشک می‌ریزد، دهانم بدمزه است، سرم گیج می‌خورد، قلبم گرفته، تنم خسته و کوفته و شل، بدون اراده در تختخواب افتاده. بازوهایم از سوزن انژکسیون سوراخ است. رختخواب بوی عرق و بوی تب می‌دهد، به ساعتی که روی میز کوچک بغل رختخواب گذاشته شده نگاه می‌کنم، ساعت ده روز یکشنبه است. سقف اتاق را می‌نگرم که چراغ برق میان آن آویخته، دور اتاق را نگاه می‌کنم، کاغذ دیوار گل و بته سرخ و پشت گلی دارد. فاصله به فاصله آن دو مرغ سیاه که جلو یکدیگر روی شاخه نشسته‌اند، یکی از آنها تکش را باز کرده مثل اینست که با دیگری گفتگو می‌کند. این نقش مرا از جا در می‌کند، نمی‌دانم چرا از هر طرف که غلت می‌زنم جلو چشمم است. روی میز اتاق پر از شیشه، فتیله و جعبه دواست. بوی الکل سوخته بوی اتاق ناخوش در هوا پراکنده‌است. می‌خواهم بلند بشوم و پنجره را باز بکنم ولی یک تنبلی سرشاری مرا روی تخت میخکوب کرده، می‌خواهم سیگار بکشم میل ندارم. ده دقیقه نمی‌گذرد ریشم را که بلند شده بود تراشیدم. آمدم در رختخواب افتادم، در آینه که نگاه کردم دیدم خیلی تکیده و لاغر شده‌ام. به دشواری راه می‌رفتم، اتاق درهم و برهم است. من تنها هستم.